# Filialkirche Neußerling

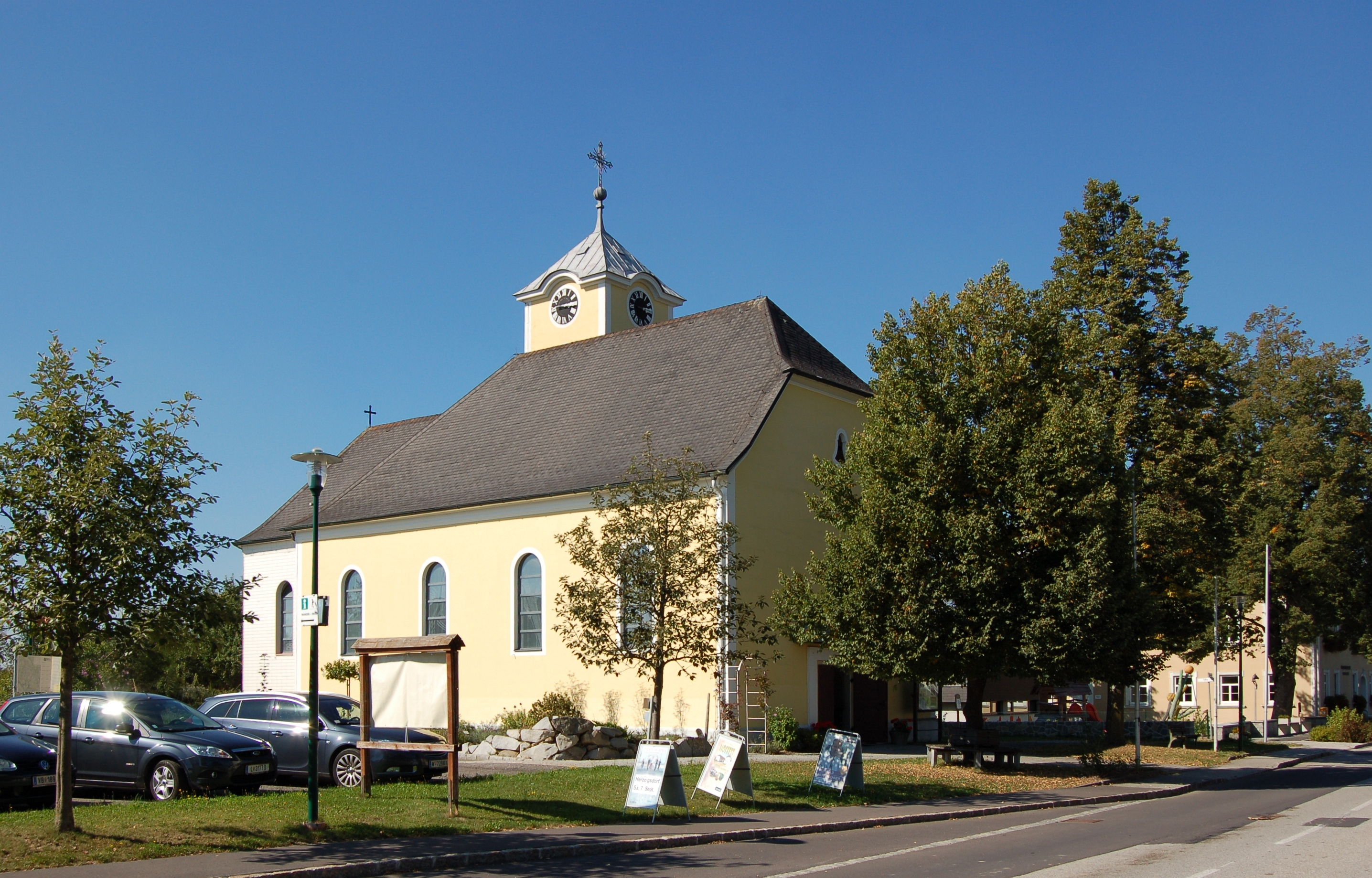
Filialkirche Neußerling

Die Filialkirche Neußerling steht in der Gemeinde Herzogsdorf in Oberösterreich. Die römisch-katholische Filialkirche Unbeflecktes Herz Mariä der Pfarrkirche Gramastetten gehört zum Dekanat Ottensheim in der Diözese Linz. Die Kirche steht unter Denkmalschutz.

## Geschichte
Früher fand die Heilige Messe im Klassenzimmer der Volksschule Neußerling unter beengten Verhältnissen statt. Unter der Ägide von Schuldirektor Wolfgang Dobesberger wurde ein Kirchenbaukomitee ins Leben gerufen, Gastwirt Johann Roither stellte den Baugrund zur Verfügung und – trotz anfänglichen Widerstandes von Staat und Pfarre – wurde mit der Planung begonnen. Die Grundsteinlegung erfolgte am Pfingstmontag 1947 durch Abt Balduin Wiesmayr vom Stift Wilhering. Der historisierende Saalbau mit rechteckigem Langhaus und niedrigem, eingezogenem Polygonalchor wurde nach Plänen von Baumeister Johann Weixelbaumer erbaut. 1948 wurde die Kirche durch Abt Wilhelm Ratzenböck geweiht. Der Kirchturm wurde 1949 vollendet.
Die Ausstattung wurde aus Kostengründen erst später nach und nach angeschafft. Beispielsweise waren die Fenster ursprünglich einfache Holzfenster mit gerilltem Weißglas.

## Ausstattung
Die 1996 eingesetzten Kirchenfenster wurden von der Wiener Künstlerin Silvia Kropfreiter gestaltet.
Der Altar, der ursprünglich für eine dort geplante aber nicht realisierte Kirche gebaut wurde, stammt vom Trefflinger Tischlermeister Wenzel Wagner.
Die Orgel stammt aus der Pfarrkirche Vorderweißenbach und wurde vom Ottensheimer Orgelbauer Leopold Breinbauer um 1900 geschaffen.